# Antipathella
Antipathella is een geslacht van neteldieren uit de klasse van de Anthozoa (bloemdieren).

## Soorten
- Antipathella aperta (Totton, 1923)
- Antipathella fiordensis (Grange, 1990)
- Antipathella strigosa (Brook, 1889)
- Antipathella subpinnata (Ellis & Solander, 1786)
- Antipathella wollastoni (Gray, 1857)